# Jonathan Z. Smith
Jonathan Zittell Smith (J. Z. Smith) (21. listopadu 1938 – 30. prosince 2017) byl americký historik náboženství a religionista. Jeho zájem se soustřeďuje na teorie rituálů, helénistické náboženství, kult Maorů v 19. století a hromadné sebevraždy v Jonestownu v Guyaně.

## Život
Vystudoval Yale University, kde obdržel doktorát v roce 1969 s antropologicky zaměřenou prací o díle Jamese Frazera The Glory, Jest and Riddle: James George Frazer and The Golden Bough. Poté krátce působil na Dartmouth College a UC Santa Barbara, načež nastoupil jako lektor na Chicagskou univerzitu, kde působil i v roce 2007.

## Dílo
Ve svém díle byl Jonathan Smith výrazně ovlivněn post kantovským myšlením a zejména Ernst Cassirerem, Émile Durkheimem i Claude Lévi-Straussem. Ve své dizertační práci se zabýval Jamesem Frazerem a zejména jeho prací Zlatá ratolest. Zaměřil se na Frazerovu metodu srovnávání různých náboženských systémů. Od té doby se mnoho Smithových prací zaměřovalo právě na problém náboženské komparace.

## Výběrová bibliografie
- The Glory, Jest and Riddle: James George Frazer and The Golden Bough, 1969, PhD thesis, Yale University.
- Map is not Territory: Studies in the History of Religions, 1978, University Of Chicago Press 1993 paperback: ISBN 0-226-76357-9
- Imagining Religion: From Babylon to Jonestown, 1982, University Of Chicago Press 1988 paperback: ISBN 0-226-76360-9
- To Take Place: Toward Theory in Ritual, 1987, University Of Chicago Press 1992 paperback: ISBN 0-226-76361-7
- Drudgery Divine: On the Comparison of Early Christianities and the Religions of Late Antiquity, 1990, University Of Chicago Press 1994 paperback: ISBN 0-226-76363-3
- Relating Religion: Essays in the Study of Religion, 2004, University Of Chicago Press paperback: ISBN 0-226-76387-0